# HD 221113
HD 221113，又名BD+22 4844，SAO 91295、HR 8922，是一颗恒星，视星等为6.35，位于銀經99.35，銀緯-36.02，其B1900.0坐标为赤經23h 24m 6.6s，赤緯+22° -36.02′ 58″。